# Liste von Bauwerken in Plzeň

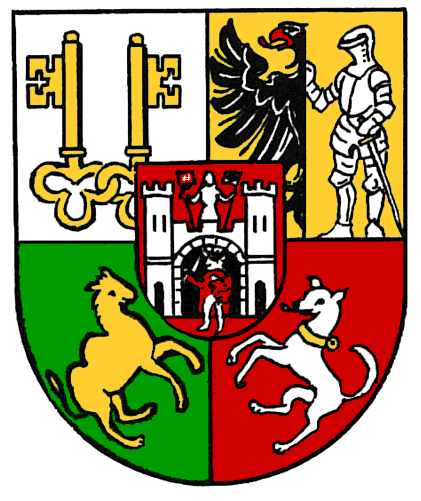
Stadtwappen von Plzeň

Die Liste von Bauwerken in Plzeň beinhaltet die bedeutendsten Bauten aus dem 19. und 20. Jahrhundert in Pilsen. Die aufgeführten Gebäude geben einen Überblick über die Architektur der Stadt in Ergänzung zu den denkmalgeschützten Bauten.
Das Zentrum der Stadt ist 1989 zu einem  städtischen Denkmalreservat erklärt worden. Hier befinden sich die historischen Bauwerke, die unter Denkmalschutz stehen, siehe Liste der denkmalgeschützten Objekte in Plzeň.

## Liste von Bauwerken in Pilsen-Plzeň
Die bedeutendsten moderneren Bauwerke sind in dieser Liste zusammengestellt. Gebäude, die unter Denkmalschutz stehen, sind mit der ÚSKP-Nr. der Zentralen Liste der Kulturdenkmale der Tschechischen Republik (Ústřední seznam kulturních památek České republiky) gekennzeichnet.
| Lage                                                             | Objekt | Architekt                                                                      | Baujahr              | Beschreibung | ÚSKP-Nr.                   | Bild |
| ---------------------------------------------------------------- | --- | ------------------------------------------------------------------------------ | -------------------- | --- | -------------------------- | --- |
| Innenstadt (Vnitřní Město)                                       | |                                                                                |                      | |                            | |
| náměstí Republiky 1/1 (Standort)                                 | Rathaus (Radnice)                                                                                           |                                                                                | 1554–1559            | Restaurierung 1907–1912, mit Sgraffito-Dekoration von Jan Koula | 19932/4-154 Info Katalog   | weitere Bilder                                                                                          |
| Pražská 309/19, sady 5. května 309/60 (Standort)                 | Alter Wasserturm (Černá věž)                                                                                |                                                                                | 16. Jh.              | Wasserturm vom 16. bis 19. Jh., Teil der Stadtbefestigung, | 31114/4-4399 Info Katalog  | weitere Bilder                                                                                          |
| Křižíkovy sady 353/13 (Standort)                                 | Fleischmarkthalle (Masné krámy)                                                                             |                                                                                | 1856                 | neogotischer Wiederaufbau | 18978/4-4404 Info Katalog  | weitere Bilder                                                                                          |
| Pražská (Standort)                                               | Prager Brücke (Pražský most)                                                                                |                                                                                | vor 1750             | Brücke über den ehemaligen Mühlgraben | 20913/4-4405 Info Katalog  | weitere Bilder                                                                                          |
| náměstí Republiky 136/22 (Standort)                              | Wohn- und Geschäftshaus Karl Weiner, genannt Weiner-Haus                                                    | Vilém Beer, Bohumil Chvojka                                                    | 1929–1931            | Haus Karl Weiner mit Arztpraxis Samuel Teichner, Bauherren: Lili und Paul Weiner | 17090/4-167 Info Katalog   | Wohn- und Geschäftshaus Karl Weiner, genannt Weiner-Haus                                                |
| náměstí Republiky 229/15 (Standort)                              | Wohn- und Geschäftshaus der Famile Svátek                                                                   | Alois Dryák                                                                    | 1909–1911            | [ 3 ] | 44282/4-4703 Info Katalog  | weitere Bilder                                                                                          |
| Zbrojnická 111/3 (Standort)                                      | Baťa-Kaufhaus                                                                                               | Ludwig Tremmel (1875–1946)                                                     | 1911/12              | 1929 Umbau durch Václav Sekyra | Wikidata-Objekt anzeigen   | Baťa-Kaufhaus                                                                                           |
| Zbrojnická 312/8 (Standort)                                      | Hotel Pilsner Hof, Hotel Slovan                                                                             |                                                                                | 1895                 | jetzt Interhotel Continental | 13525/4-4828 Info Katalog  | weitere Bilder                                                                                          |
| Dominikánská 24/16 (Standort)                                    | Wohnhaus der Baugenossenschaft für Pilsen und Umgebung                                                      | Josef und Václav Paškov                                                        | 1923/24              | [ 5 ] |                            | Wohnhaus der Baugenossenschaft für Pilsen und Umgebung                                                  |
| Dominikánská 283/7 (Standort)                                    | Wohn- und Geschäftshaus                                                                                     | K. Bubla                                                                       | 1906/07              | Wohn- und Geschäftshaus, errichtet im Jugendstil mit hohem Dreiecksgiebel an der Stelle des ursprünglichen mittelalterlichen Hauses. Vom älteren Haus sind nur noch einige Tonnengewölbe im Keller aus dem 16. Jahrhundert erhalten. | 103528 Info Katalog        | Wohn- und Geschäftshaus                                                                                 |
| Veleslavínova 21/40 (Standort)                                   | Landgericht, Justizpalast (Krajský soud)                                                                    | Firma Müller & Kapsa, Antonín Müller (1852–1927) und Vojtěch Kapsa (1855–1915) | 1900–1902            | | 50140/4-5163 Info Katalog  | weitere Bilder                                                                                          |
| Veleslavínova 342/42 (Standort)                                  | Realgymnasium (Škola vyšší reálná)                                                                          | Moritz Hinträger (1831–1909)                                                   | 1864/65              | jetzt Pädagogische Fakultät der Westböhmischen Universität | 17746/4-4447 Info Katalog  | weitere Bilder                                                                                          |
| Solní 260/20 (Standort)                                          | Post- und Telegrafenamt Pilsen (Hlavní pošta)                                                               | Friedrich Setz (1837–1907)                                                     | 1891–1895            | Umbau 1925–1927 durch Karel Roštík |                            | weitere Bilder                                                                                          |
| Riegrova 208/5 (Standort)                                        | Mietshaus von Kamila und Rudolf Kohn                                                                        | Vilém Beer                                                                     | 1930                 | [ 7 ] | 44278/4-4752 Info Katalog  | Mietshaus von Kamila und Rudolf Kohn                                                                    |
| Riegrova 218/13 (Standort)                                       | Wohn- und Geschäftshaus Riegrova                                                                            | František Krásný (auch Franz Krasny) (1865–1947)                               | 1900                 | |                            | BW |
| Sady Pětatřicátníků 320/14 (Standort)                            | Industrie- und Handelskammer Pilsen (Obchodní a živnostenská komora Plzeň)                                  | Ladislav Skřivánek (1877–1957), Josef Houdek, Josef Špalek                     | 1904–1906            | mit Neorenaissance-Fassade, jetzt Juristische Fakultät der Westböhmischen Universität | 13519/4-4832 Info Katalog  | weitere Bilder                                                                                          |
| Sady Pětatřicátníků 324/4 (Standort)                             | Geschäfts- und Mietshaus von Bohdan Pantoflíček                                                             | Adolf Loos (1870–1933), Norbert Krieger                                        | 1937/38              | Innenraum-Gestaltung des Wohnzimmers von Hugo und Olga Naschauer durch Adolf Loos |                            | Geschäfts- und Mietshaus von Bohdan Pantoflíček                                                         |
| Bedřicha Smetany 167/2 (Standort)                                | Haus zum Goldenen Fässchen Pilsen; Fodermayer-Haus                                                          | František Krásný (auch Franz Krasny)                                           | 1896/97              | Haus der Fordermayerschen Erben in Pilsen, Reichsgasse / Schulgasse. Besitzer war Augustin Fodermayer (1829–1906). Durch Umbau in den 1930er Jahren ist die ursprüngliche Fassade des Hauses nicht erhalten, geblieben sind die Gesamtgestaltung des Hauses sowie das Treppenhauses, die Innenräume und die Skulptur von Jaroslav Maixner (1870–1904).               | 44265/4-4741 Info Katalog  | weitere Bilder                                                                                          |
| Bedřicha Smetany 140/3 (Standort)                                | Utler-Haus (Utlerův dům)                                                                                    | František Krásný (auch Franz Krasny)                                           | 1897/98              | errichtet für Josef Utler | 44255/4-4706 Info Katalog  | Utler-Haus (Utlerův dům)                                                                                |
| Bedřicha Smetany 158/11, Bezručova 158/17 (Standort)             | Bankhaus Merkur (Bankovní dům Merkur)                                                                       | Ludwig Tremmel, František Němec                                                | 1913/14              | Bank- und Mietshaus Merkur, jetzt Raiffeisenbank | 44261/4-4712 Info Katalog  | weitere Bilder                                                                                          |
| Bedřicha Smetany 159/13 (Standort)                               | Anglo-Österreichische Bank (Wohn- und Geschäftshaus Adolf Bayer)                                            | Ludwig Tremmel, František Němec                                                | 1913/14              | ehem. Anglo-Österreichische Bank, Wohn- und Geschäftshaus von Adolf Bayer, jetzt Stadtbibliothek Pilsen | 44262/4-4713 Info Katalog  | weitere Bilder                                                                                          |
| Smetanovy sady 179/2, Bezručova 179/19 (Standort)                | ehem. Dominikanerinnen-Kloster (Býv. klášter dominkánek sv. Rosalie)                                        | Jakub Auguston (1668–1735)                                                     | 1712                 | 1782 auf Grund der Josephinische Reformen aufgehoben, später Schule und Gymnasium, jetzt Wissenschaftliche Bibliothek des Kreises Pilsen | 21134/4-4434 Info Katalog  | weitere Bilder                                                                                          |
| Františkánská 129/4 (Standort)                                   | Mietshaus Josef Špalek sen.                                                                                 | Antonín Špalek                                                                 | 1937/38              | [ 11 ] |                            | Mietshaus Josef Špalek sen.                                                                             |
| Františkánská 127/8 (Standort)                                   | Geschäftshaus Vesecký                                                                                       | Ludwig Tremmel                                                                 | 1911/12              | 1932 Modernisierung durch Erwin Katona (1903–1980) |                            | Geschäftshaus Vesecký                                                                                   |
| Bezručova 152/7 (Standort)                                       | Wohnhaus Hynek Fischer                                                                                      | Rudolf Fischer                                                                 | 1913                 | [ 13 ] | 12028/4-4707 Info Katalog  | Wohnhaus Hynek Fischer                                                                                  |
| Kopeckého sady 122/6 (Standort)                                  | Bezirksgericht (Okresní soud)                                                                               |                                                                                | 1842                 | | 44254/4-4758 Info Katalog  | Bezirksgericht (Okresní soud)                                                                           |
| Kopeckého sady 356/4, Františkánská 356/15 (Standort)            | Stadtsparkasse Pilsen                                                                                       | Emanuel Klotz (1844–1908)                                                      | 1887–1889            | Umbau 1914 und 1928, Architekt: Bedřich Bendelmayer | 44285/4-4729 Info Katalog  | weitere Bilder                                                                                          |
| Kopeckého sady 357/2, Šafaříkovy sady 357/2 (Standort)           | Westböhmisches Museum (Západočeské muzeum)                                                                  | Josef Škorpil (1856-1931)                                                      |                      | Neorenaissance | 15665/4-4118 Info Katalog  | weitere Bilder                                                                                          |
| Südliche Vorstadt (Jižní Předměstí, früher Říšské Předměstí)     | |                                                                                |                      | |                            | |
| Smetanovy sady 1129/16 (Standort)                                | J. K. Tyl-Theater (Divadlo Josefa Kajetána Tyla)                                                            | Antonín Balšánek                                                               | 1899–1902            | Neorenaissance-Stil | 26081/4-3585 Info Katalog  | weitere Bilder                                                                                          |
| Klatovská třída 114/1, Smetanovy sady 114/15 (Standort)          | Geschäftshaus der Versicherung Riunione Adriatica di Sicurtà (Geschäftshaus Adria - Obchodní dům Adrie)     | Fritz Lehmann (1889–1957)                                                      | 1931–1932            | [ 16 ] | 51969/4-5274 Info Katalog  | Geschäftshaus der Versicherung Riunione Adriatica di Sicurtà (Geschäftshaus Adria - Obchodní dům Adrie) |
| Americká 1139/1 (Standort)                                       | Österreichisch-Ungarische Bank (Banka Rakousko-Uherská Plzeň)                                               | Victor Schwerdtner (1846–1926)                                                 | 1902/1903            | jetzt Raiffeisenbank |                            | Österreichisch-Ungarische Bank (Banka Rakousko-Uherská Plzeň)                                           |
| Smetanovy sady 80/5 (Standort)                                   | Alte Synagoge                                                                                               | Martin Stelzer                                                                 | 1857–1859            | | 49805/4-5146 Info Katalog  | weitere Bilder                                                                                          |
| Smetanovy sady 75/1 (Standort)                                   | Hotel Waldeck                                                                                               | Fellner & Helmer: Ferdinand Fellner (1847–1916) und Hermann Helmer (1849–1919) | 1891–1897            | urspr. Hotel Zum Kaiser von Österreich, jetzt Hotel Slovan |                            | Hotel Waldeck                                                                                           |
| Kopeckého sady 59/13 (Standort)                                  | Vereinshaus (Měšťanská beseda)                                                                              | Alois Čenský (1868–1954)                                                       | 1898–1901            | ehem. Vereinshaus an der Südseite des Kopecký Sady als bedeutendes repräsentatives Stadtgebäude, errichtet im Neorenaissance-Stil mit Elementen des aufkommenden Jugendstils und wertvollen Details im Exterieur und Interieur des Hauses, jetzt Kino Beseda und Restaurant Beseda 1901                                                                              | 12716/4-4964 Info Katalog  | weitere Bilder                                                                                          |
| Kopeckého sady 9/5 (Standort)                                    | Bürgersparkasse                                                                                             | František Krásný (auch Franz Krasny)                                           | 1928                 | [ 17 ] |                            | Bürgersparkasse                                                                                         |
| Goethova 342 (Standort)                                          | Deutsches Haus (Casino)                                                                                     | Martin Stelzer (1815–1894)                                                     | 1866                 | um 1970 abgerissen |                            | Deutsches Haus (Casino)                                                                                 |
| Goethova 393 (Standort)                                          | Deutsches Theater (Německé divadlo)                                                                         | Josef Niklas (1817–1877)                                                       | 1868/69              | 1965 geschlossen, 1977 abgerissen |                            | Deutsches Theater (Německé divadlo)                                                                     |
| Americká třída 1981/24, Škroupova 1981/1 (Standort)              | Kino Elektra - Mietshaus und Geschäftshaus der Firma ASO                                                    | Rudolf Černý, Jiří Kroha, Václav Šustr, Bohumír Čermák                         | 1930–1932            | [ 18 ] |                            | weitere Bilder                                                                                          |
| Americká 8/39, Goethova 8/12, Martinská 8/11 (Standort)          | Ehem. Bezirkshauptmannschaft Pilsen                                                                         | František J. Kotek                                                             | 1906/07              | jetzt Rathaus Nýřany und Finanzamt Pilsen-Süd | 105632 Info Katalog        | Ehem. Bezirkshauptmannschaft Pilsen                                                                     |
| Americká 356/41, Goethova 356/5, Prokopova 356/10 (Standort)     | Gebäude der Prager Städtischen Versicherungsgesellschaft (Obchodní dům Pražské městské pojišťovny)          | František Roith (1876–1942)                                                    | 1935–1937            | [ 19 ] | 51970/4-5277 Info Katalog  | Gebäude der Prager Städtischen Versicherungsgesellschaft (Obchodní dům Pražské městské pojišťovny)      |
| Americká 2222/42, Prokopova 2222/12 (Standort)                   | Geschäfts-, Wohn- und Amtsgebäude der Gegenseitigen Feuerwehr-Versicherungsanstalt                          | Miloslav Skácelík (1907–?)                                                     | 1939                 | [ 20 ] |                            | Geschäfts-, Wohn- und Amtsgebäude der Gegenseitigen Feuerwehr-Versicherungsanstalt                      |
| Americká 13/44, Prokopova 13/15 (Standort)                       | Makrodap (Wolkenkratzer)                                                                                    | Hanuš Zápal (1885–1964), Karel Bubla (1873–1951)                               | 1923/24              | 1924 höchstes Gebäude der Stadt | 12876/4-4914 Info Katalog  | weitere Bilder                                                                                          |
| Americká 1698/46, 1697/48 (Standort)                             | Genossenschaftshäuser U Trojdohody (Makrodap)                                                               | Hanuš Zápal, Josef und Václav Paškov, Vladimír Weingärtner, Karel Bubla        | 1923/24              | [ 21 ] | 12876/4-4914 Info Katalog  | weitere Bilder                                                                                          |
| Anglické nábřeží 2142/13 (Standort)                              | Evangelisches Gemeinde- und Bethaus der Koranda-Gemeinde der Böhmischen Brüder Pilsen (Korandův Sbor Plzeň) | Jaroslav Fišer                                                                 | 1935–1938            | [ 22 ] | 10945/4-4927 Info Katalog  | weitere Bilder                                                                                          |
| Klatovská třída 289/19 (Standort)                                | Wohnung von Helena und Hugo Semler (Semlerův dům)                                                           | Adolf Loos, Adolf Hrussa, Norbert Krieger                                      | 1925–1929, 1931–1932 | 1925–1929 Renovierung des Hauses durch Adolf Hrussa sowie 1931–1932 Umgestaltung der Wohnräume nach Plänen von Adolf Loos durch Norbert Krieger | 54869/34-2517 Info Katalog | Wohnung von Helena und Hugo Semler (Semlerův dům)                                                       |
| Havlíčkova 457/13 (Standort)                                     | Staatliche Industrieschule (Škola česká státní průmyslová)                                                  |                                                                                |                      | |                            | Staatliche Industrieschule (Škola česká státní průmyslová)                                              |
| náměstí T. G. Masaryka 1530/13 und 1931/12 (Standort)            | Handelsakademie und Tschechoslowakische Nationalbank                                                        | Hanuš Zápal, František Šrámek                                                  | 1912–1913, 1929–1931 | [ 24 ] | 100323 Info Katalog        | weitere Bilder                                                                                          |
| náměstí T. G. Masaryka 418/25 (Standort)                         | Wohnhaus von Adolf Elkan (Obytný dům Adolfa Elkana)                                                         | Ludwig Tremmel, Karel Bubla                                                    | 1912/13              | [ 25 ] |                            | Wohnhaus von Adolf Elkan (Obytný dům Adolfa Elkana)                                                     |
| Petákova 2055/2 (Standort)                                       | Volks- und Bürgerschule Dr. Matouš Mandl                                                                    | Jaroslav Čada, Vladimír Weingärtner                                            | 1932–1934            | [ 26 ] |                            | weitere Bilder                                                                                          |
| Škroupova 1900/5 (Standort)                                      | Technische Behörde der Stadt                                                                                | František Beneš, Hanuš Zápal                                                   | 1928–1930            | [ 27 ] |                            | Technische Behörde der Stadt                                                                            |
| Škroupova 1760/18 (Standort)                                     | Finanzämter, sog. Rašín-Haus (Rašínův dům)                                                                  | František Roith                                                                | 1924–1927            | jetzt Kreis-Hauptmannschaft (Krajský úřad Plzeňského kraje) |                            | weitere Bilder                                                                                          |
| Škroupova 209/13 (Standort)                                      | Mittelschule                                                                                                |                                                                                | 1906                 | jetzt Integrative Berufsschule |                            | Mittelschule                                                                                            |
| Resslova 526/20 (Standort)                                       | Deutsches Realgymnasium (Škola německá reálná státní vyšší)                                                 | August Helmar Tetmajer (1880–1946)                                             | 1908                 | |                            | Deutsches Realgymnasium (Škola německá reálná státní vyšší)                                             |
| Purkyňova 648/16 (Standort)                                      | Deutsches Realgymnasium (Deutsches Mädchenlyzeum)                                                           | August Helmar Tetmajer                                                         | 1908                 | |                            | Deutsches Realgymnasium (Deutsches Mädchenlyzeum)                                                       |
| Pobřežní 43/12 und 2220/10 (Standort)                            | Kulturhaus Peklo (Kulturní dům Peklo) und Verbindungsbau                                                    | Eduard Kroh (1848–1906), Karel Krůta                                           | 1894, 1939           | urspr. Arbeiter-Vereinshaus (Dělnický společenský dům), jetzt Kulturhaus | 47588/4-205 Info Katalog   | weitere Bilder                                                                                          |
| Pobřežní 780/8 (Standort)                                        | Villa Emil Fischer (Fischerova vila)                                                                        | Emilian Fischer (1837–1898)                                                    | 1882–1886            | ehem. Fischer-Villa im Neorenaissance-Stil, jetzt Sitz der Gewerkschaften | 47588/4-205 Info Katalog   | weitere Bilder                                                                                          |
| Palackého náměstí 2971/30 (Standort)                             | Neues Theater Pilsen (Nové divadlo Plzeň)                                                                   |                                                                                |                      | [ 31 ] |                            | weitere Bilder                                                                                          |
| Sady Pětatřicátníků 35/11 (Standort)                             | Große Synagoge                                                                                              | Emanuel Klotz, Max Fleischer                                                   | 1891–1893            | Emmanuel Klotz hat das urspr. Projekt abgeändert, indem er die Höhe der Türme um 20 m reduzierte und eine typische Fassade schuf, mit einer Kombination aus Neoromanik- und Neorenaissance-Stilen, mit einer orientalischen Dekoration und einem riesigen Davidstern. Dieses Projekt wurde schnell genehmigt und der Bauunternehmer Rudolf Štech führte den Bau aus. | 12027/4-4817 Info Katalog  | weitere Bilder                                                                                          |
| Palackého 442/3 (Standort)                                       | Rabiner-Haus (Rabínský dům)                                                                                 |                                                                                |                      | [ 32 ] [ 33 ] | 12027-4-4817 Info Katalog  | Rabiner-Haus (Rabínský dům)                                                                             |
| Sady Pětatřicátníků 72/9 (Standort)                              | Wohnhaus Franz Pankraz (Dům JUDr. Franze Pankraze)                                                          | Wenzel Daniel (1824–1895)                                                      | 1863/1864            | jetzt Bezirksamt der Stadt |                            | Wohnhaus Franz Pankraz (Dům JUDr. Franze Pankraze)                                                      |
| Klatovská třída 385/2, Husova 314/1 (Standort)                   | Evangelische Kirche mit Pfarrhaus                                                                           | Wenzel Daniel                                                                  | 1865–1869            | jetzt Kirche und Pfarrhaus der Tschechoslowakischen Hussitische Kirche | 51222/4-5259 Info Katalog  | weitere Bilder                                                                                          |
| Husova 324/28 (Standort)                                         | Turnhalle des Deutschen Gymnasiums (Tělocvična německého tělocvičného spolku)                               | Wenzel Daniel                                                                  | 1865                 | Umbau 1889/90 durch Anton Schurda (1854-1930) |                            | Turnhalle des Deutschen Gymnasiums (Tělocvična německého tělocvičného spolku)                           |
| Husova 305/30 (Standort)                                         | Deutsche Wirtschaftsschule (Škola německá obchodní)                                                         |                                                                                | 1895                 | |                            | Deutsche Wirtschaftsschule (Škola německá obchodní)                                                     |
| Husova 741/58 (Standort)                                         | Haus Jan und Jana Brummel (Brummelův dům)                                                                   | Eduard Kroh                                                                    | 1886                 | 1928/29 Umbau und Innenausstattung von Adolf Loos und Karel Lhota (1894–1947) | 51978/4-5285 Info Katalog  | weitere Bilder                                                                                          |
| ()                                                               | Wohnhaus der Familie Rollig                                                                                 | Heinz Rollig (1893–1978)                                                       | 1925                 | Haus mit Braurecht, Umbau |                            | Wohnhaus der Familie Rollig                                                                             |
| Tylova 1581/46 (Standort)                                        | Testinstitut der Škoda-Werke                                                                                | Ludwig Tremmel                                                                 | 1917/18              | [ 37 ] |                            | Testinstitut der Škoda-Werke                                                                            |
| Klatovská třída 348/10 (Standort)                                | Wohnhaus Emil Škoda (Dům Emila Škody, tzv. Škodův dům)                                                      | Moritz Hinträger                                                               | 1866                 | Wohnhaus des Industriellen Emil von Škoda (1839–1900), urspr. eine freistehende Villa, später in geschlossener Bebauung, nach dem Tod von Emil von Škoda 1903 verkauft, 1910 und 1928 Umbau durch Adolf Loos, 1948 enteignet. | 14485/4-4406 Info Katalog  | weitere Bilder                                                                                          |
| Klatovská třída 455/12 (Standort)                                | Wohnhaus Friedler mit Wohnung Beck und MUDr. Josef Vogl                                                     | Adolf Loos                                                                     | 1908–1910, 1928–1930 | 1. Wohnung Otto und Olga Beck, 2. Wohnung Josef und Steffi Vogl vom Architekten Adolf Loos |                            | Wohnhaus Friedler mit Wohnung Beck und MUDr. Josef Vogl                                                 |
| Plachého 812/6 (Standort)                                        | Stadthaus von Martha und Wilhelm Hirsch                                                                     | Eduard Jahl, Adolf Loos, Karel Lhota, Heinrich Kulka                           | 1888/89              | 1907/08 und 1927 Innenraum-Gestaltung durch Adolf Loos, 1935 weitere Umbauten durch H. Kulka | 105392 Info Katalog        | Stadthaus von Martha und Wilhelm Hirsch                                                                 |
| Klatovská třída 952/20 (Standort)                                | Stadthaus F. Kotek (Dům stavitele Kotka)                                                                    | František Kotek (1855–1925)                                                    | 1894                 | Dreistöckiges Wohn- und Geschäftshaus mit Glockenturm im Stil des Historismus | 51968/4-5279 Info Katalog  | weitere Bilder                                                                                          |
| Bendova 1107/10 (Standort)                                       | Wohnhaus Gertrud Taussig mit der Wohnung von Wilhelm und Gertrud Kraus                                      | Adolf Loos, Norbert Krieger, František Kvasnička                               | 1930/31              | Innenraum-Gestaltung durch Adol Loos | 89148/34-2516 Info Katalog | weitere Bilder                                                                                          |
| Hálkova 1237/52, Korandova 1237/31 (Standort)                    | Wohnhaus Václav Friš                                                                                        | Ludwig Tremmel, Václav Friš                                                    | 1910/11              | [ 43 ] | 100447 Info Katalog        | Wohnhaus Václav Friš                                                                                    |
| Koperníkova 574/56 (Standort)                                    | Bahnhof Plzeň-Jižní předměstí (Nádraží Říšské předměstí)                                                    |                                                                                | 1898–1904            | jetzt Bahnhof Pilsen-Südvorstadt | 10854/4-5039 Info Katalog  | weitere Bilder                                                                                          |
| U Planetária 2968/2 (Standort)                                   | Kantine der Škoda-Werke (Kantýna spolek závodu Škoda)                                                       | Ludwig Tremmel                                                                 | 1917/18              | errichtet von der Firma Müller & Kapsa, jetzt Planetarium | 103486 Info Katalog        | weitere Bilder                                                                                          |
| Slovanské údolí 578/92 (Standort)                                | Wohn- und Geschäftshaus Tichy sen. (Obytný dům Josefa a Marie Tichých)                                      | Jan Koponík (1905–?)                                                           | 1935                 | [ 45 ] |                            | Wohn- und Geschäftshaus Tichy sen. (Obytný dům Josefa a Marie Tichých)                                  |
| Klatovská třída 2074/39, Na Belánce 2074/1 (Standort)            | Wohn- und Geschäftshaus Josef Špalek sen. (Nájemní a obchodní dům Josefa Špalka)                            | Leo Meisl, Antonín Špalek                                                      | 1934/35              | Stahlbetonskelett | 103361 Info Katalog        | Wohn- und Geschäftshaus Josef Špalek sen. (Nájemní a obchodní dům Josefa Špalka)                        |
| Na Belánce 2185/6 (Standort)                                     | Mietshaus Leo Meisl (Meislův nájemní dům)                                                                   | Leo Meisl (1901–1944)                                                          | 1936–1938            | [ 48 ] [ 49 ] | 101256 Info Katalog        | Mietshaus Leo Meisl (Meislův nájemní dům)                                                               |
| Chodské náměstí 1585/2 (Standort)                                | Staatliche Industrieschule für Bauwesen (Střední průmyslová škola stavební Plzeň)                           | Ladislav Skřivánek, Müller & Kapsa                                             | 1915–1920            | Schulbau im Stil der Neorenaissance | 105784 Info Katalog        | Staatliche Industrieschule für Bauwesen (Střední průmyslová škola stavební Plzeň)                       |
| V Bezovce 1520/20 (Standort)                                     | Villa Dr. Plzak (Obytný dům František Plzák)                                                                | Ludwig Tremmel                                                                 | 1913                 | [ 51 ] |                            | Villa Dr. Plzak (Obytný dům František Plzák)                                                            |
| Žižkova 1987/29 (Standort)                                       | Villa Freund (Vila Jiřího Freunda)                                                                          | Leo Meisl                                                                      | 1932                 | [ 52 ] | 106854 Info Katalog        | weitere Bilder                                                                                          |
| Mánesova 1602/69 (Standort)                                      | Wohnhaus Ladislav Labek (Rodinný dům Ladislava Lábka)                                                       | Hanuš Zápal                                                                    | 1921/22              | errichtet für Ladislav Lábek (1882–1970) |                            | Wohnhaus Ladislav Labek (Rodinný dům Ladislava Lábka)                                                   |
| Klatovská třída 721/110, Hruškova 721/2 (Standort)               | Wohnhaus Oskar und Jana Semler (Zahradní dům Semlerových - Semlerova rezidence)                             | Adolf Loos, Heinrich Kulka                                                     | 1923                 | vermutlich bedeutendste Innenarchitektur in Pilsen von Adolf Loos | 105370 Info Katalog        | weitere Bilder                                                                                          |
| náměstí Míru 1076/2 (Standort)                                   | Wohn- und Geschäftshaus Müller & Kapsa                                                                      | Antonín Müller, Vojtěch Kapsa, Adolf Loos                                      | 1900, 1928/29        | Wohn- und Geschäftshaus der Baufirma Müller & Kapsa; 1928/29 Innenraum-Gestaltung der Wohnung für Otto und Olga Beck durch Adolf Loos, 1948 enteignet | 104703 Info Katalog        | Wohn- und Geschäftshaus Müller & Kapsa                                                                  |
| náměstí Míru 1077/3 (Standort)                                   | Wohn- und Geschäftshaus Müller & Kapsa                                                                      | Müller & Kapsa                                                                 | 1900                 | Wohn- und Geschäftshaus der Baufirma Müller & Kapsa | 104704 Info Katalog        | Wohn- und Geschäftshaus Müller & Kapsa                                                                  |
| Klatovská třída 26/140 (Standort)                                | Wohnhaus Leo Brummel                                                                                        | Adolf Loos                                                                     | 1929/1930            | Leo Brummel (1890–1944) |                            | Wohnhaus Leo Brummel                                                                                    |
| Erbenova 1930/8 (Standort)                                       | Wohnhaus Herman Konejl (Rodinný dům Heřmana Konejla)                                                        | Václav Neckář                                                                  | 1930/31              | [ 59 ] [ 60 ] | 51108/4-5255 Info Katalog  | weitere Bilder                                                                                          |
| Majerova 1615/1, Klatovská třída 1615/111 (Standort)             | Staatliche Industrieschule (Škola státní průmyslová)                                                        | Ludwig Tremmel                                                                 | 1914–1922            | [ 61 ] |                            | Staatliche Industrieschule (Škola státní průmyslová)                                                    |
| Majerova 1828/18 (Standort)                                      | Wohnhaus Bohumil Chyojka (Vlastní dům Bohumila Chvojky)                                                     | Bohumil Chvojka                                                                | 1928                 | [ 62 ] |                            | Wohnhaus Bohumil Chyojka (Vlastní dům Bohumila Chvojky)                                                 |
| Klatovská třída 1202/123 (Standort)                              | Villa Stech (Štechova vila)                                                                                 | Rudolf Stech (1858–1908)                                                       | 1903–1905            | Neorenaissance-Villa mit Sgraffito-Fassade des Malers Mikoláš Aleš (1852–1913) | 11032/4-5042 Info Katalog  | weitere Bilder                                                                                          |
| Klatovská třída 652/202 (Standort)                               | Gefängnis (Věznice Bory)                                                                                    | Emanuel Trojan (1820–1893), Franz Maurus                                       | 1874–1878            | [ 63 ] | Wikidata-Objekt anzeigen   | weitere Bilder                                                                                          |
| Nördliche Vorstadt (Severní Předměstí, früher Saské Předměstí)   | |                                                                                |                      | |                            | |
| Na Poříčí 398/3 (Standort)                                       | Mehrfamilienhaus                                                                                            |                                                                                | 1880er Jahre         | Neorenaissance | 10683/4-5014 Info Katalog  | weitere Bilder                                                                                          |
| Kleisslova 260/4 (Standort)                                      | Villa Kleisslova                                                                                            |                                                                                | 1870–1880            | | 37418/4-4454 Info Katalog  | Villa Kleisslova                                                                                        |
| Na Chmelnicích (Standort)                                        | Pavillon Lochotin (Lochotínský pavilonek)                                                                   |                                                                                | 1833                 | letztes Gebäude des ehem. Heilbades Lochotin, Pavillon im Empire-Stil | 45617/4-4455 Info Katalog  | weitere Bilder                                                                                          |
| Lidická 517/1, Karlovarská 517/50 (Standort)                     | Pavlov-Pavillon (Pavlovův pavilon)                                                                          | Hanuš Zápal                                                                    | 1923/24              | urspr. medizinische Fachschule, jetzt Hochschule für Wirtschaft | 12813/4-4896 Info Katalog  | weitere Bilder                                                                                          |
| Lidická 585/2, Karlovarská 585/48 (Standort)                     | Prochaska-Pavillon (Procháskův pavilon)                                                                     | Rudolf Černý (1890–1977), Bohumil Chvojka, F. Němec                            | 1928–1930            | [ 67 ] [ 68 ] | 12816/4-5252 Info Katalog  | weitere Bilder                                                                                          |
| Lidická 446/3 (Standort)                                         | Villa Franz und Mathilde Hruby (Vila Františka a Mathildy Hrubých)                                          | Emanuel Klotz                                                                  | 1896/97              | [ 69 ] [ 70 ] |                            | Villa Franz und Mathilde Hruby (Vila Františka a Mathildy Hrubých)                                      |
| Boženy Němcové 451/8, Karlovarská 451/70 (Standort)              | Villa Marie (Kestřánkova vila)                                                                              | František Krásný, Emanuel Klotz                                                | 1898                 | errichtet für den Pilsner Braumeister K. Kestřánek | 11894/4-4678 Info Katalog  | weitere Bilder                                                                                          |
| Boženy Němcové 116/7 (Standort)                                  | Villa von František Metelka                                                                                 | Bohumil Hübschmann (1878–1961), Josef Špalek sen.                              | 1914/15              | errichtet für den Provinzialstaatsanwalt František Metelka |                            | Villa von František Metelka                                                                             |
| Růženy Svobodové 584/18 (Standort)                               | Villa Václav Ornst (Rodinný dům Václava Ornsta)                                                             | Václav Neckář (1896–1964), Antonín Štipl (1887–1939)                           | 1930                 | [ 74 ] [ 75 ] | 12884/4-4956 Info Katalog  | Villa Václav Ornst (Rodinný dům Václava Ornsta)                                                         |
| Boženy Němcové 493/9 (Standort)                                  | Villa Anna und Václav Frisch (Frišova vila, Mečířova vila)                                                  | Václav Friš                                                                    | 1914/15              | Villa „Friš“, später „Mečíř“, erbaut im späten Jugendstil | 10247/4-4930 Info Katalog  | Villa Anna und Václav Frisch (Frišova vila, Mečířova vila)                                              |
| Karoliny Světlé 558/21 (Standort)                                | Villa A. J. Rohrer (Vila Jana Rohrera)                                                                      | Josef Špalek jun., František Vachta                                            | 1928                 | erstes Gebäude der Moderne in Pilsen | 10252/4-4931 Info Katalog  | Villa A. J. Rohrer (Vila Jana Rohrera)                                                                  |
| Vlastina 502/8 (Standort)                                        | Wohnhaus Franz Benesch (Rodinný dům Františka Beneše)                                                       | František Beneš, Václav Drnec                                                  | 1921/22              | Holz-Blockhaus, Volksarchitektur | 51011/4-5245 Info Katalog  | Wohnhaus Franz Benesch (Rodinný dům Františka Beneše)                                                   |
| Vlastina 602/23 (Standort)                                       | Wohnhaus Božena und Karel Svoboda                                                                           | Jaroslav Čada, František Němec sen.                                            | 1933/34              | Besitzer: Karl Svoboda, Direktor der Stadtbrauerei, 1952 enteignet. Danach Studenrenwohnheim, 1990 restituiert | 45203/4-5249 Info Katalog  | Wohnhaus Božena und Karel Svoboda                                                                       |
| Foglarova 1273/12 (Standort)                                     | Villa Horák (Rodinná vila Horák)                                                                            | Václav Šmolík                                                                  | 2005                 | [ 84 ] [ 85 ] |                            | Villa Horák (Rodinná vila Horák)                                                                        |
| ()                                                               | Villa Benirschke                                                                                            | Karl Johann Benirschke (1875–1941), Max Benirschke (1880–1961)                 | 1903                 | |                            | Villa Benirschke                                                                                        |
| Plzeň-Bolevec, Plaská 200/62 (Standort)                          | Friedhofskapelle Bolewetz (Kaple sv. Vojtěcha Bolevec)                                                      | Robert Oerley (1876–1945)                                                      | 1919                 | [ 86 ] |                            | weitere Bilder                                                                                          |
| Jateční (Standort)                                               | Masaryk-Brücke (Masarykův most)                                                                             | Müller & Kapsa                                                                 | 1920–1922            | doppelbogige Stahlbetonbrücke über die Berounka, ab 2008 gesperrt, seit 2014 nur noch als Fußgänger- und Radfahrerbrücke genutzt | 49445/4-5106 Info Katalog  | weitere Bilder                                                                                          |
| Östliche Vorstadt (Východní Předměstí, früher Pražské Předměstí) | |                                                                                |                      | |                            | |
| Rooseveltův most (Standort)                                      | Roosevelt-Brücke (Rooseveltův most)                                                                         |                                                                                | 1852                 | urspr. Sächsische Brücke, Straßenbrücke über die Mže |                            | weitere Bilder                                                                                          |
| Štruncovy sady 493/1 (Standort)                                  | Sokol-Haus Pilsen (Sokolovna Plzeň)                                                                         | Josef Podhajský (1858–1912)                                                    | 1892–1896            | im Neorenaissance-Stil | 103816 Info Katalog        | weitere Bilder                                                                                          |
| U Prazdroje 113 (Standort)                                       | Tor der Pilsner Urquell Brauerei (Jubilejní brána Plzeňského pivovaru)                                      | Emanuel Klotz (1844–1908), František Němec                                     | 1892                 | Eingangstor zur alten Brauerei | 103187 Info Katalog        | weitere Bilder                                                                                          |
| U Prazdroje 2496/7 (Standort)                                    | Verwaltungsgebäude der Pilsner Brauerei (Administrativní budova pivovaru)                                   | Ludwig Tremmel, Adam Hucl (1866–1923)                                          | 1914–1918            | Verwaltungsgebäude (Nr. 2496), Jubiläumstor von 1842 (Nr. 64) und die sogenannte Libuše-Villa (Nr. 113) bilden den Haupteingang zum gesamten Brauereikomplex |                            | Verwaltungsgebäude der Pilsner Brauerei (Administrativní budova pivovaru)                               |
| U Prazdroje 64/7 (Standort)                                      | Doppelvilla des Direktors der Pilsner Brauerei                                                              | Hanuš Zápal (1885–1964), František Němec ml.                                   | 1930/31              | [ 90 ] | Wikidata-Objekt anzeigen   | Doppelvilla des Direktors der Pilsner Brauerei                                                          |
| U Prazdroje 75/17, 17a, 19, 19a, 21 (Standort)                   | Krofta-Häuser der Städtischen Brauerei                                                                      | Bohumil Chvojka, Karel Mastný                                                  | 1930–1932            | [ 91 ] | 10929/4-5019 Info Katalog  | weitere Bilder                                                                                          |
| Šafaříkovy sady 62/9 (Standort)                                  | Wohnhaus Leopold Eisner                                                                                     | Adolf Loos, Jehuda Kurt Unger (1907–1989)                                      | 1930                 | Innenraum-Gestaltung durch Adolf Loos für das Esszimmer der Wohnung von Leopold Eisner von 1930, abgerissen 1974 |                            | Wohnhaus Leopold Eisner                                                                                 |
| Anglické nábřeží 943/9, 944/8 (Standort)                         | Mietshaus der Gewerblich-bürgerlichen Bau- und Wohnungsgenossenschaft für Pilsen und Umgebung               | Josef und Václav Paškov                                                        | 1923/24              | [ 93 ] |                            | Mietshaus der Gewerblich-bürgerlichen Bau- und Wohnungsgenossenschaft für Pilsen und Umgebung           |
| Anglické nábřeží 1778/7 (Standort)                               | Polizeidirektion                                                                                            | František Čermák (1903–1998), Gustav Paul, Václav Neckář                       | 1937–1939            | [ 94 ] |                            | Polizeidirektion                                                                                        |
| Anglické nábřeží 2434/1 (Standort)                               | Hochhaus Business Centre Bohemia                                                                            | Jan Zikmund                                                                    | 1969                 | Umbau 2002 bis 2007, Sitz der Firma Hutní projekt Plzeň |                            | weitere Bilder                                                                                          |
| Denisovo nábřeží 1217/3 (Standort)                               | Stadtbad (Městské lázně)                                                                                    | Bedřich Bendelmayer, Ladislav Fiala, Václav Neckář                             | 1926–1932, 1948–1953 | Gebäude neoklassizistischen Stil, Hauptfassade mit einem monumentalen Säulenportikus und Tympanon, nach Kriegszerstörung von Václav Neckář ab 1948 erneuert, 1994 geschlossen, jetzt baufällig, Rekonstruktion geplant. | 11275/4-5070 Info Katalog  | weitere Bilder                                                                                          |
| Denisovo nábřeží 1000/4 (Standort)                               | Bezirkskrankenkasse (Okresní nemocenská pojišťovna)                                                         | Bohumil Chvojka (1886–1962)                                                    | 1925–1927            | jetzt Poliklinik | 49717/4-5143 Info Katalog  | Bezirkskrankenkasse (Okresní nemocenská pojišťovna)                                                     |
| Denisovo nábřeží 1150/5 (Standort)                               | Masaryk-Studenten-Wohnheim                                                                                  | Bohumil Chvojka                                                                | 1927–1929            | [ 99 ] | 13129/4-4974 Info Katalog  | Masaryk-Studenten-Wohnheim                                                                              |
| Americká třída, Denisovo nábřeží (Standort)                      | Kaiser-Franz-Joseph-Brücke, jetzt Wilson-Brücke                                                             | Václav Mencl                                                                   | 1912/13              | [ 100 ] | 44239/4-4330 Info Katalog  | weitere Bilder                                                                                          |
| Americká třída 1123/50 (Standort)                                | Wohn- und Geschäftshaus Jan Krejčí                                                                          | Karel Hájek                                                                    | 1928                 | [ 101 ] |                            | Wohn- und Geschäftshaus Jan Krejčí                                                                      |
| Americká třída 1351/64, Pařížská 1351/2 (Standort)               | Geschäfts- und Mietshaus Marie und Josef Cerha                                                              | Bohumil Chvojka                                                                | 1932/33              | jetzt Baťa-Haus |                            | Geschäfts- und Mietshaus Marie und Josef Cerha                                                          |
| Americká třída 1230/66, 1249/68, Pařížská 1230/1 (Standort)      | Geschäfts- und Mietshaus von Jaroslav Kostka und Karel Mastný                                               | Jaroslav Kostka, Karel Mastný                                                  | 1930/31              | [ 103 ] |                            | Geschäfts- und Mietshaus von Jaroslav Kostka und Karel Mastný                                           |
| Denisovo nábřeží 920/12 (Standort)                               | Verwaltungsgebäude und Wasserkraftwerk der Stadtwerke Pilsen                                                | Hanuš Zápal                                                                    | 1921–1926            | [ 104 ] |                            | Verwaltungsgebäude und Wasserkraftwerk der Stadtwerke Pilsen                                            |
| Nádražní 102/9 (Standort)                                        | Hauptbahnhof (Hlavní nádraží)                                                                               | Rudolf Štech                                                                   | 1902–1908            | von Rudolf Stech als Baumeister nach einem Projekt des Eisenbahn-Ministeriums in Wien errichtet | 50202/4-5194 Info Katalog  | weitere Bilder                                                                                          |
| Mikulášské náměstí 808/2 (Standort)                              | II. Böhmische Staatliche Realschule 8 (II. české státní reálky)                                             | Rudolf Kříženecký, Ferdinand Havlíček                                          | 1912/13              | jetzt Gymnasium | 100322 Info Katalog        | weitere Bilder                                                                                          |
| Slovanská 1356/6 (Standort)                                      | Wohn- und Geschäftshaus von Anežka und Josef Krásný (Dům Josefa a Anežky Krásných)                          | František Měsíček (1902–?)                                                     | 1932/33              | [ 106 ] |                            | Wohn- und Geschäftshaus von Anežka und Josef Krásný (Dům Josefa a Anežky Krásných)                      |
| Jiráskovo náměstí 814/30 (Standort)                              | Kirche Unserer Lieben Frau vom Rosenkranz (Kostel Panny Marie Růžencové)                                    | Anton Möller, Eduard Sochor                                                    | 1912/13              | Maria-Rosenkranz-Kirche am Dominikanerkloster, Pfarrkirche von Pilsen-Slovany | 49719/4-5157 Info Katalog  | weitere Bilder                                                                                          |
| Zahradní 2833/2 (Standort)                                       | Ehem. Papierfabrik (Papírna Slovany)                                                                        |                                                                                | 1871–1878            | einer der ältesten Industriekomplexe der Stadt Pilsen, gegründet 1871, Betrieb eingestellt 2004/05 | 104998 Info Katalog        | weitere Bilder                                                                                          |
| Zborovská 54/22, Průmyslová 54/2 (Standort)                      | Anlage der Vereinigten Maschinenfabriken AG, Vereinigte Maschinenwerkstätten (Spojené strojírny)            | Ludwig Tremmel, Müller & Kapsa                                                 | 1916/17              | [ 109 ] |                            | Anlage der Vereinigten Maschinenfabriken AG, Vereinigte Maschinenwerkstätten (Spojené strojírny)        |
| Sladovná 777/1 (Standort)                                        | Ehem. Brauerei Světovar (Bývalý pivovar Světovar)                                                           | Firma Müller & Kapsa                                                           | 1911–1913            | Gebäudekomplex mit Mälzerei, Sudhaus, Maschinenraum, Kesselraum, Schornstein und Verwaltungsgebäude | 102901 Info Katalog        | Ehem. Brauerei Světovar (Bývalý pivovar Světovar)                                                       |